# Arnold Joost van Keppel, I conte di Albemarle
Arnold Joost van Keppel, I conte di Albemarle (Zutphen, 30 gennaio 1670 – L'Aia, 30 maggio 1718) è stato un ufficiale olandese.

## Biografia
Era il figlio di Oswald van Keppel, e di sua moglie, Anna Geertruid van Lintelo. Era l'erede di un ramo cadetto di un'antica e nobile famiglia della Gheldria.

## Carriera
Raggiunse fama e ricchezza, come braccio destro di Guglielmo III d'Orange. Secondo alcuni, era già l'amante di Guglielmo dall'età di sedici anni. Egli accompagnò Guglielmo in Inghilterra durante la rivoluzione del 1688.
Altri affermano che la sua relazione con il re iniziò più tardi, forse, al momento di un incidente di caccia, quando si dice che avesse attirato l'attenzione del re per il suo comportamento senza lamentarsi sulla frattura alla gamba. Egli divenne Groom of the Chamber e Master of the Robes nel 1695. Nel 1696, fu creato il visconte Bury nel Lancashire, e barone Ashford, nel Kent. Il 10 febbraio 1697, venne creato conte di Albemarle.
Nel 1700, gli vennero concesse terre in Irlanda: il Parlamento inglese costrinse il re di annullare questa concessione, ma il re gli diede anche £ 50.000. Lo stesso anno fu creato Cavaliere della Giarrettiera.
Servì sia con le truppe inglesi che con le truppe olandesi. Nel 1697 fu nominato maggior generale, colonnello dei vari reggimenti e governatore di 's-Hertogenbosch.

## Matrimonio
Sposò, il 26 giugno 1701, Gertrude de Quirna van der Duyn (?-1741), figlia di Adam van der Duyn. Ebbero due figli:
- Willem van Keppel, II conte di Albemarle (1702-1754);
- Sophia (1716-1773), sposò il generale John Thomas, ebbero un figlio.

## Morte
Dopo la morte di Guglielmo III, che gli lasciò in eredità £ 200.000 e la signoria di Brevost, egli tornò nei Paesi Bassi: prese il posto di nobile negli Stati Generali e divenne un generale di cavalleria nell'esercito olandese.
Si unì alle forze degli alleati nel 1703 nella guerra di successione spagnola, partecipò alla battaglia di Ramillies nel 1706, ed a Oudenaarde nel 1708, e si distinse nell'assedio di Lilla. Comandò durante l'assedio di Aire nel 1710.
Morì il 30 maggio 1718, all'età di quarantotto anni.